# Alexandra Isles
Pour les articles homonymes, voir Isles.
Alexandra Isles (de son vrai nom Cornelia Alexandra Moltke) née le 11 février 1947 à Uppsala (Suède) est une actrice et réalisatrice de documentaire dano-américaine. Elle est mondialement connue pour le rôle de Victoria Winters dans la série Dark Shadows.

## Biographie
Alexandra Isles a des origines danoises et américaines. Elle est la fille ainée du comte Carl Adam Nathaniel Thayer Moltke et de la comtesse Mabel Moltke. Son père, était membre permanent de la mission danoise aux Nations unies et sa mère, éditrice auprès du magazine Vogue. Ses grands parents étaient le comte Carl Moltke et Cornelia Van Rensselaer Thayer. On retrouve parmi ses ancêtres les familles Livingston, Schuyler, Bayard et Van Rensselaer. Elle a été scolarisée à la Chapin School (en) de New York.
À seulement 19 ans, elle est choisie pour faire partie de la distribution de la série Dark Shadows. Elle quitte la série en 1968 car elle est enceinte et accouchera en 1969 d'un petit garçon, Adam, avec son conjoint Philip Henry Isles II, dont le grand père Philip Lehman est issu de la dynastie banquière Lehman Brothers.
Après son divorce en 1976, elle épouse le chirurgien et professeur en médecine Alfred Jaretski III. En 1985, elle devient curatrice auprès du musée de la télévision et de la radio de New York. Elle se lance en 1991 dans une carrière de réalisatrice de documentaires et sera à de nombreuses reprises récompensées. Parmi ses films citons notamment The Power of Conscience: The Danish Resistance and Rescue of the Jews en 1995, Scandalize My Name: Stories from the Blacklist en 1999, Porraimos: Europe's Gypsies in the Holocaust en 2002, The Healing Gardens of New York en 2006 ou Hidden Treasures: Stories from a Great Museum en 2011.

## Affaire von Bülow
Dans les années 1980, l'actrice a témoigné au procès de Claus von Bülow, accusé d'avoir tué sa femme. Selon les articles de l'époque, Moltke et Von Bülow avaient une relation sentimentale. Elle est incarnée par Julie Hagerty dans le film Le Mystère von Bülow.

## Filmographie

### Télévision
- 1966-1968 : Dark Shadows : Victoria Winters
- 1968 : Certain Honorable Men de Alex Segal : Betty Jo Daly